# Dromius fenestratus
Dromius fenestratus es una especie de escarabajo de la familia Carabidae.

## Distribución geográfica
Se distribuye por Europa.